# وادي الخيالة
وادي الخيالة (بفتح الخاء والياء واللام) هو واد صغير في تهامة بلاد بلقرن في العرضيات من روافد وادي نخال الجنوبية.